# Henri Filhol
Antoine Pierre Henri Filhol (1843, Toulouse - 1902, París) fue un paleontólogo, espeleólogo, botánico, y zoólogo francés. Era hijo de Edouard Filhol (1814-1883), conservador del museo de Toulouse.

## Biografía
Filhol obtuvo el título de medicina en 1873 mediante la tesis titulada: Sobre la sensibilidad recurrente en la mano. También obtuvo el doctorado de ciencias y fue miembro de la Academia de las Ciencias Francesa en 1897. En 1898 presidió la Sociedad Zoológica de Francia.
Participó en diversas expediciones, destacando las que realizó en el Travailleur (1880, 1881 y 1882) y en el Talisman (1883).
En el ámbito de la espeleología, su obra principal trata sobre el estudio de las apatitas en la región francesa de Quercy. También fue compañero de los primeros historiadores que estudiaron las cuevas de Ariège (Bédeilhac, Mas d'Azil, Massat, Monfort, L'Herm,...).

## Algunas publicaciones
Su bibliografía fue publicada en 1902 por la revista Nature, incluyendo un retrato.
- 18?? . La vie au fond des mers, les explorations sous-marines et les voyages du " Travailleur" et du "Talisman". G. Masson, Paris, collection Bibliothèque de la nature : viii + 303 pp.[2]
- 1866 . Âge de la pierre polie dans les cavernes des Pyrénées ariégeoises. J.-B. Baillière et fils, Paris : 83 pp.

## Colección de Henry Filhol

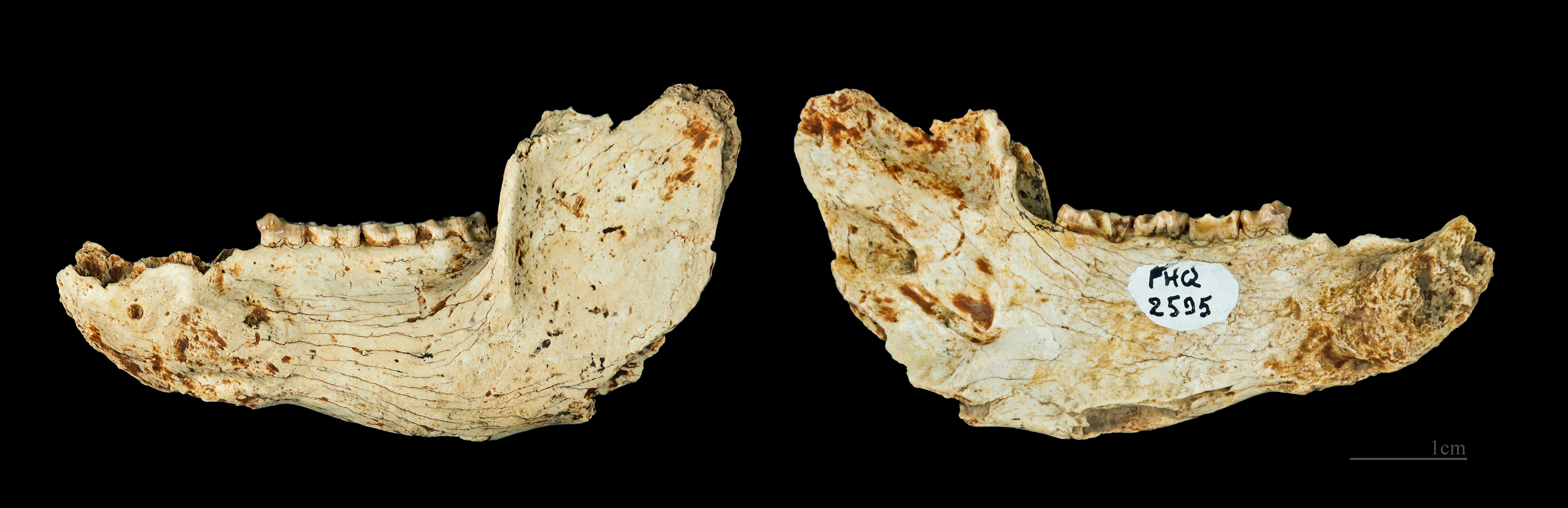
Adapis parisiensis MHNT
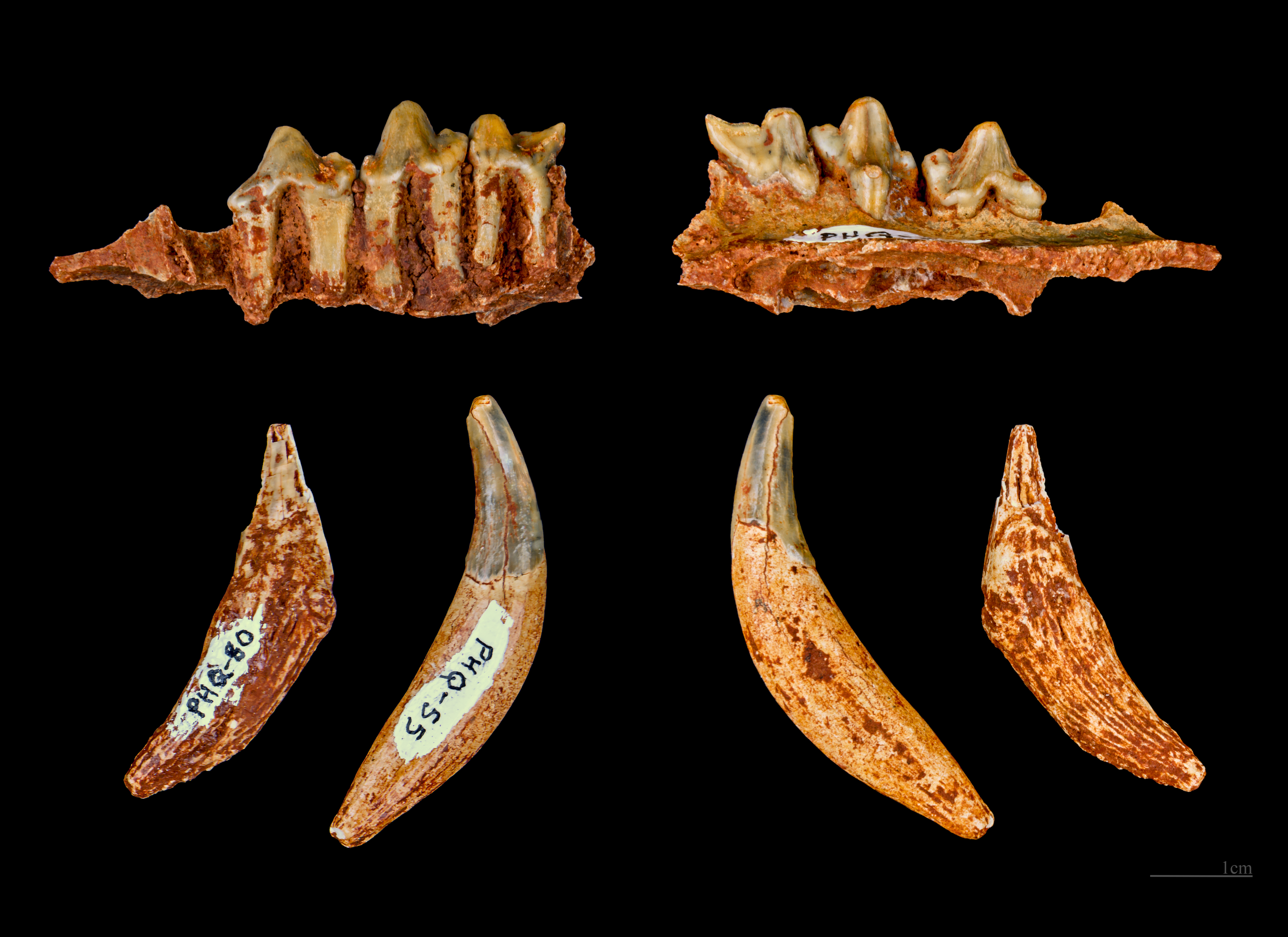
Hyaenodon Filholi MHNT
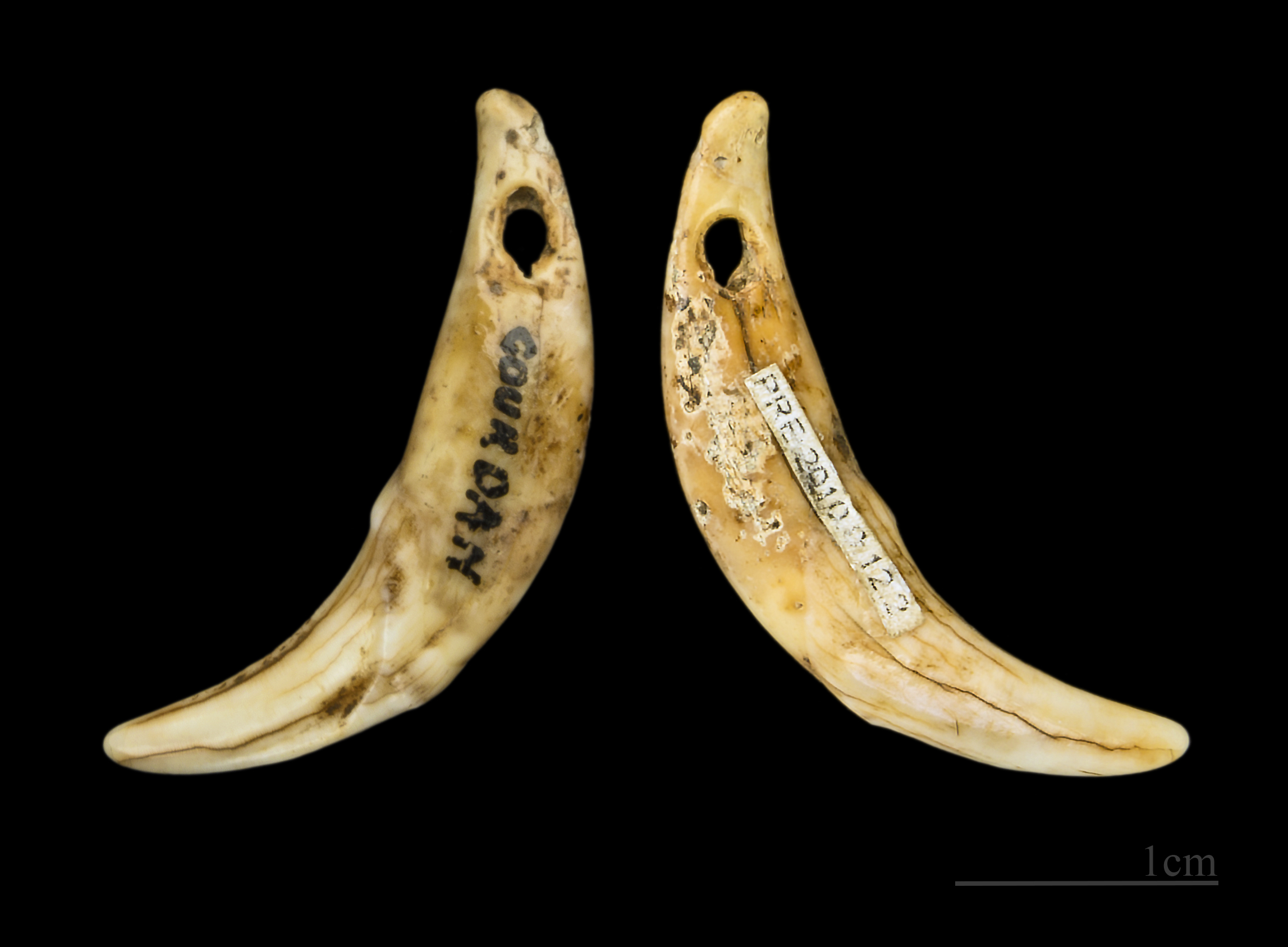
Lobo canina para el adorno Magdaleniense Gourdan-Polignan MHNT
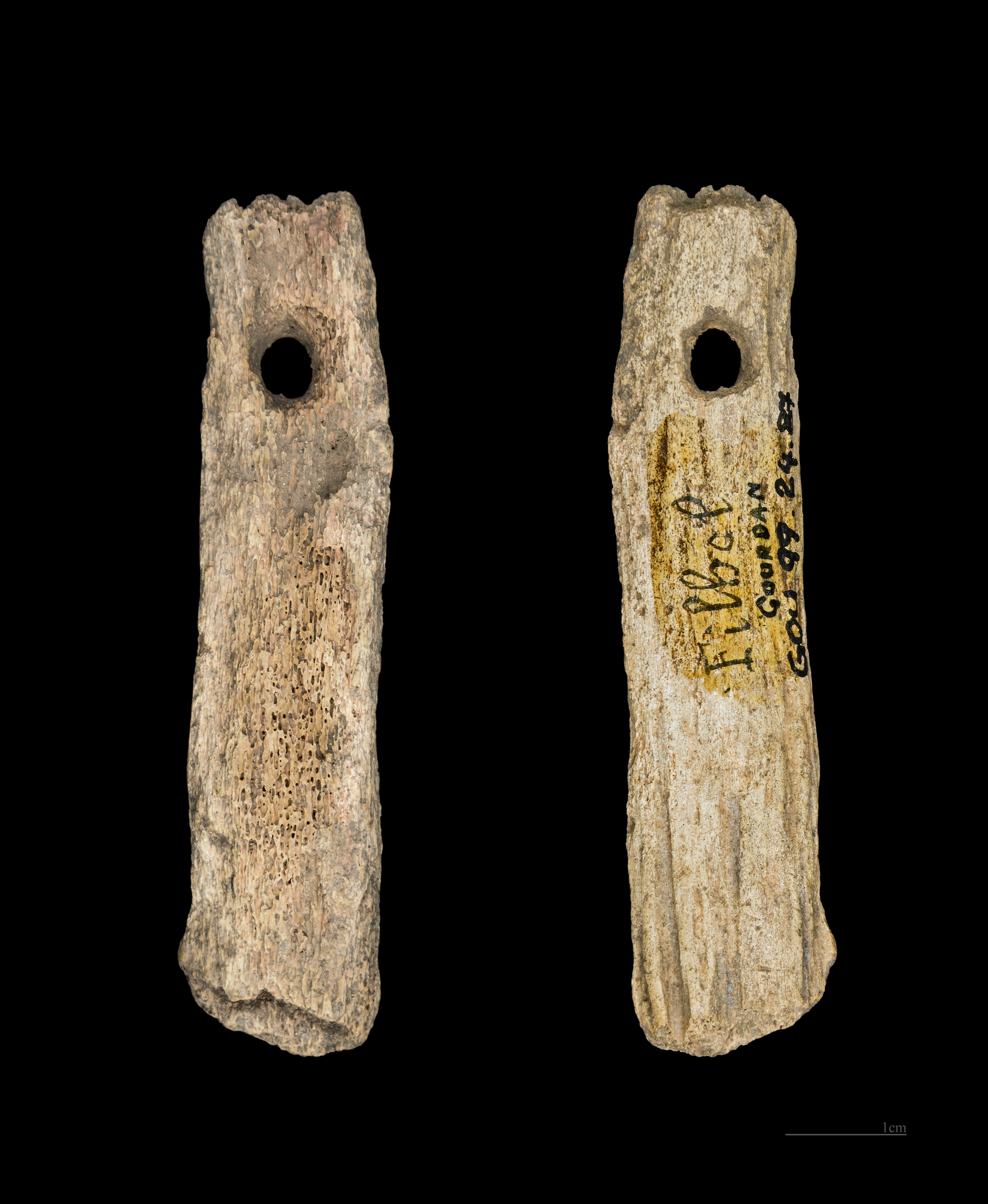
Colgante en cuernos de reno Gourdan-Polignan MHNT

## Honores

### Eponimia
- La paleontóloga alemana Max Schlosser le dedicó una especie de Hyaenodon: Hyaenodon filholi 1877
- La abreviatura «Filhol» se emplea para indicar a Henri Filhol como autoridad en la descripción y clasificación científica de los vegetales.[3]

## Abreviatura (zoología)
La abreviatura Filhol  se emplea para indicar a Henri Filhol como autoridad en la descripción y taxonomía en zoología.